# Tenisz az 1912. évi nyári olimpiai játékokon
Az 1912. évi nyári olimpiai játékokon a teniszben fedett pályán és szabadtéren is 4–4 versenyszámban avattak olimpiai bajnokot.

## Éremtáblázat
(A rendező ország eltérő háttérszínnel, az egyes számoszlopok legmagasabb értéke vagy értékei vastagítással kiemelve.)
| Az 1912. évi nyári olimpiai játékok éremtáblázata teniszben | Az 1912. évi nyári olimpiai játékok éremtáblázata teniszben | Az 1912. évi nyári olimpiai játékok éremtáblázata teniszben | Az 1912. évi nyári olimpiai játékok éremtáblázata teniszben | Az 1912. évi nyári olimpiai játékok éremtáblázata teniszben | Olimpia  |
| ----------------------------------------------------------- | ----------------------------------------------------------- | ----------------------------------------------------------- | ----------------------------------------------------------- | ----------------------------------------------------------- | -------- |
|                                                             | Ország                                                      | Arany                                                       | Ezüst                                                       | Bronz                                                       | Összesen |
| 1.                                                          | Franciaország (FRA)                                         | 3                                                           | 0                                                           | 2                                                           | 5        |
| 2.                                                          | Nagy-Britannia (GBR)                                        | 2                                                           | 2                                                           | 2                                                           | 6        |
| 3.                                                          | Dél-afrikai Unió (RSA)                                      | 2                                                           | 1                                                           | 0                                                           | 3        |
| 4.                                                          | Németország (GER)                                           | 1                                                           | 1                                                           | 1                                                           | 3        |
|                                                             |                                                             |                                                             |                                                             |                                                             |          |
| 5.                                                          | Svédország (SWE)                                            | 0                                                           | 2                                                           | 1                                                           | 3        |
| 6.                                                          | Ausztria (AUT)                                              | 0                                                           | 1                                                           | 0                                                           | 1        |
| 6.                                                          | Dánia (DEN)                                                 | 0                                                           | 1                                                           | 0                                                           | 1        |
|                                                             |                                                             |                                                             |                                                             |                                                             |          |
| 8.                                                          | Ausztrálázsia (ANZ)                                         | 0                                                           | 0                                                           | 1                                                           | 1        |
| 8.                                                          | Norvégia (NOR)                                              | 0                                                           | 0                                                           | 1                                                           | 1        |
|                                                             |                                                             |                                                             |                                                             |                                                             |          |
| Összesen                                                    | Összesen                                                    | 8                                                           | 8                                                           | 8                                                           | 24       |

## Érmesek

### Férfi
| Az 1912. évi nyári olimpiai játékok férfi érmesei teniszben |                                                          |                                                   |                                                               |
| Versenyszám                                                 | Arany                                                    | Ezüst                                             | Bronz                                                         |
| Férfi egyes, szabadtér                                      | Charles Winslow · Dél-afrikai Unió (RSA)                 | Harold Kitson · Dél-afrikai Unió (RSA)            | Oscar Kreuzer · Németország (GER)                             |
| Férfi egyes, fedett pálya                                   | André Gobert · Franciaország (FRA)                       | Charles Dixon · Nagy-Britannia (GBR)              | Anthony Wilding · Ausztrálázsia (ANZ)                         |
| Férfi páros, szabadtér                                      | Dél-afrikai Unió (RSA) · Harold Kitson · Charles Winslow | Ausztria (AUT) · Felix Pipes · Arthur Zborzil     | Franciaország (FRA) · Albert Canet · Édouard Mény de Marangue |
| Férfi páros, fedett pálya                                   | Franciaország (FRA) · Maurice Germot · André Gobert      | Svédország (SWE) · Carl Kempe · Gunnar Setterwall | Nagy-Britannia (GBR) · Alfred Beamish · Charles Dixon         |

### Női
| Az 1912. évi nyári olimpiai játékok női érmesei teniszben |                                            |                                     |                                     |
| Versenyszám                                               | Arany                                      | Ezüst                               | Bronz                               |
| Női egyes, szabadtér                                      | Marguerite Broquedis · Franciaország (FRA) | Dorothea Köring · Németország (GER) | Molla Bjurstedt · Norvégia (NOR)    |
| Női egyes, fedett pálya                                   | Edith Hannam · Nagy-Britannia (GBR)        | Sofie Castenschiold · Dánia (DEN)   | Mabel Parton · Nagy-Britannia (GBR) |

### Vegyes páros
| Az 1912. évi nyári olimpiai játékok érmesei teniszben |                                                           |                                                          |                                                           |
| Versenyszám                                           | Arany                                                     | Ezüst                                                    | Bronz                                                     |
| Vegyes páros, szabadtér                               | Németország (GER) · Dorothea Köring · Heinrich Schomburgk | Svédország (SWE) · Sigrid Fick · Gunnar Setterwall       | Franciaország (FRA) · Marguerite Broquedis · Albert Canet |
| Vegyes páros, fedett pálya                            | Nagy-Britannia (GBR) · Edith Hannam · Charles Dixon       | Nagy-Britannia (GBR) · Helen Aitchison · Herbert Barrett | Svédország (SWE) · Sigrid Fick · Gunnar Setterwall        |